# Lions de Chicago
 (juillet 2025).
Motif : Aucune source secondaire ne permet de vérifier la notoriété de ce club amateur
- Archive Wikiwix
- Bing
- Cairn
- DuckDuckGo
- E. Universalis
- Gallica
- Google
- G. Books
- G. News
- G. Scholar
- Persée
- Qwant
- (zh) Baidu
- (ru) Yandex
- (wd) trouver des œuvres sur Wikidata

| 1. | Préciser le motif de la pose du bandeau. | Précisez le motif de la pose du bandeau en utilisant la syntaxe suivante : {{admissibilité à vérifier\|date=juillet 2025\|motif=remplacez ce texte par le motif}}                     |
| 2. | Informer les utilisateurs concernés.     | Pensez à avertir le créateur de l'article, par exemple, en insérant le code ci-dessous sur sa page de discussion : {{subst:avertissement admissibilité à vérifier\|Lions de Chicago}} |

Maillots
Le Chicago Lions Rugby Football Club est le deuxième club de rugby à XV de Chicago dans l'Illinois après le Chicago Griffins RFC. Fondé en 1964, son nom vient des deux grandes statues de lions qui gardent l'entrée à l'Institut d'art de Chicago. Le choix de la couleur noir pour le club est calqué sur l'équipe de Nouvelle-Zélande.

## Palmarès
- Finaliste de la Rugby Super League en 2007

## Personnalités du club

### Joueurs emblématiques
- André Blom
- John Burke
- Kitch Christie (entraîneur des Springboks Champion du monde)
- Phillipus Eloff
- Paul Emerick (53 sélections)
- Scott Jones
- Willie Kahts
- Christian Long
- Andrew McGarry
- Paul McNaughton (15 sélections)
- Jeremy Nash
- Eric Reed
- Harry Viljoen (entraîneur des Springboks)
- Dave Williams (11 sélections)
- Gary Wilson (2 sélections)